# Venom (film, 2005)
Pour les articles homonymes, voir Venom.
Pour plus de détails, voir Fiche technique et Distribution.
Venom est un film américain réalisé par Jim Gillespie, sorti en 2005.
Le film met en scène une bande d'adolescents qui décide d'enquêter sur la mort mystérieuse de Ray Sawyer. Ils se rendent pour cela dans une maison située dans les marais de Louisiane. Ils se rendent rapidement compte que l'esprit de Ray est revenu, hanté par des âmes de meurtriers. Avec pour seule protection quelques connaissances en vaudou, les jeunes vont tenter de survivre aux attaques de Ray.

## Synopsis
Une femme créole déterre une mallette et s'en va. Pendant ce temps, la lycéenne Eden et ses amis, Rachel, CeCe, Ricky, Patty, Tammy, Eric et Sean traînent au restaurant de hamburgers local. Le père de Sean et chauffeur de dépanneuse, Ray Sawyer, vient chercher une commande, ce qui amène Rachel à commenter à quel point il est effrayant pendant que Tammy le flashe. Après le travail, Eden et Eric rentrent chez eux au moment où Ray arrive et demande si elle va bien. Lorsqu'il est sûr, il commence à partir au passage de la femme créole – la grand-mère de CeCe. Elle fait une embardée pour éviter Ray et tombe presque du pont. Ray la sauve, mais la femme le supplie de récupérer la valise. Alors qu'il l'attrape, la voiture tombe du pont et commence à s'enfoncer dans l'eau en contrebas. Lors de l'ouverture soudaine, plusieurs serpents émergent et attaquent Ray. L'ambulance arrive et trouve la grand-mère morte. CeCe arrive secouée par la tragédie et prend un collier qui était sur le cadavre de sa grand-mère. CeCe surprend alors Eden et Eric en les interrogeant sur Ray.
Plus tard dans la nuit, le coroner examine le corps de Ray, notant plusieurs morsures de serpent. Soudain, Ray se relève et tue le coroner avant de partir récupérer son camion. Le lendemain, Eden se rend sur la tombe de son père et voit passer la dépanneuse de Ray. En nageant dans le lac, un Sean très ivre abandonne Rachel, forçant Eric à le poursuivre. Pendant ce temps, Tammy et Patty envisagent de voler à l'étalage, mais s'arrêtent d'abord aux affaires de Ray pour réparer leur voiture. Une fois que Tammy a terminé, elle part à la recherche de Patty, pour la trouver pendue à plusieurs chaînes. Elle essaie de s'échapper, mais Ray abaisse une voiture sur elle et la sablait à mort.
Alors qu'Eric suit Sean au garage de Ray, ce dernier se fâche contre le premier pour l'avoir abandonné. Il trouve une photo de lui quand il était petit, ce qui montre que Ray se souciait de lui, mais il se précipite vers le garage et trouve les restes de Tammy. Plus tard dans la nuit, Eden et ses amis se rendent chez la grand-mère de CeCe, celle-ci explique que les serpents qui ont tué Ray étaient pleins de mal que sa grand-mère a retiré des hommes pour purifier leurs âmes. Ils tentent de s'échapper, mais leur voiture a été renversée. Ils voient Ray et commencent à courir, mais le tueur de morts-vivants épingle Ricky avec un pied de biche et lui arrache le bras. Ray va entrer dans la maison, mais découvre qu'il ne peut pas parce qu'elle a été bénie avec des sorts vaudous. Malgré cela, il est capable de jeter une chaîne à l'intérieur, de faire sortir Sean et de le blesser mortellement. Eden et Eric tirent sur Ray avec un fusil pour que les autres puissent traîner Sean à l'intérieur et essayer de le sauver, mais il meurt sur le sol. Rachel pleure la perte de son petit ami tandis qu'Eden demande à CeCe de transformer le corps de Sean en une poupée vaudou humaine pour contrôler Ray. Pendant ce temps, Ray utilise sa dépanneuse sur les fondations de la maison et arrache une pièce entière. traînant Eric et Rachel avec et écrasant la jambe de CeCe avec une poutre de soutien.
Ray commence à escalader l'épave vers CeCe, mais elle poignarde le corps de Sean plusieurs fois pour ralentir Ray. En fin de compte cependant, le tueur possédé l'atteint et la tue. Eden, Eric et Rachel tentent de s'échapper, mais Ray suit dans son camion et parvient à traîner Rachel à mi-chemin hors de la voiture. Malgré tous les efforts d'Eden, Rachel s'est empalée sur un arbre tombé. Coincés dans le marais, Eden et Eric tentent d'atteindre la terre ferme tandis que Ray plonge sous l'eau trouble pour trouver une copie de Unicorn Island. Bientôt, Ray les attaque et les fait se séparer; faisant qu'Eden se retrouve dans une crypte avec les victimes de Ray. Quand elle va s'échapper, Ray l'enferme. Craignant son retour, elle se cache sous le corps de Patty juste au moment où Ray revient et jette Eric. Elle croit d'abord qu'il est mort, mais quand il ouvre les yeux, son halètement surpris alerte Ray. Eric se sacrifie pour protéger Eden avant qu'elle ne riposte en utilisant un charme que CeCe lui a donné. Ray semble se soumettre, mais les serpents qui le possèdent l'attaquent. Cependant, elle est capable de leur échapper et d'utiliser le camion de Ray pour finalement le tuer. Alors qu'elle s'éloigne, deux serpents émergent du corps de Ray à la recherche d'un nouvel hôte.

## Fiche technique
- Titre : Venom
- Réalisation : Jim Gillespie
- Scénario : Flint Dille, John Zuur Platten et Brandon Boyce
- Production : Jennifer D. Breslow, Flint Dille, Scott Faye, Karen Lauder, John Zuur Platten, Andrew Rona, Ron Schmidt, Bob Weinstein, Harvey Weinstein, Brad Weston, Kevin Williamson et Michael Zoumas
- Société de production : Dimension Films et Outerbanks Entertainment
- Musique : James L. Venable
- Photographie : Steve Mason
- Montage : Paul Martin Smith
- Décors : Monroe Kelly
- Costumes : Jennifer L. Parsons
- Pays d'origine : États-Unis
- Format : Couleurs - 2,35:1 - DTS / Dolby Digital / SDDS - 35 mm
- Genre : Horreur
- Durée : 87 minutes
- Dates de sortie : 16 septembre 2005 (États-Unis), 27 juin 2008 (Belgique)
- Interdit aux moins de 12 ans

## Distribution
- Agnes Bruckner : Eden Sinclair
- Jonathan Jackson : Eric
- Laura Ramsey : Rachel
- D. J. Cotrona : Sean
- Rick Cramer : Ray Sawyer
- Meagan Good : Cece
- Bijou Phillips : Tammy
- James Pickens Jr. : le shérif
- Method Man : l'adjoint Turner
- Pawel Szajda : Ricky
- Davetta Sherwood : Patty
- Stacey Travis : Laura
- Marcus Lyle Brown : Terry Parker
- Deborah Duke : Mlle Emmie

## Autour du film
- Le tournage a débuté le 4 octobre 2004 et s'est déroulé à Choctaw et La Nouvelle-Orléans, en Louisiane.
- Le film devait initialement s'intituler Backwater. La production changea par la suite pour The Reaper, avant de fixer son choix sur Venom.

## Bande originale
- Just The Girl, interprété par The Click Five
- When I'm Gone (Sadie), interprété par No Address (en)
- Nothing Comes Easy, interprété par Paul Trudeau
- Already There, interprété par Tim Cullen
- Don't You Want This, interprété par Scheflo
- Jole Blon, interprété par Doug Kershaw
- Permanent, interprété par Courtney Jaye
- Two Lane Blacktop, interprété par Rob Zombie